# Ling Tong
En aquest nom xinès, el cognom és Ling.
Ling Tong (189-217 EC), nom estilitzat Gongji (公績), va ser un general militar de Wu Oriental durant la tardana Dinastia Han Oriental i l'era dels Tres Regnes de la història xinesa. Va començar servint sota les ordres de la família Sun des de la infància, i al llarg de tota la seva vida va estar contribuint a la fundació i la solidificació de l'estat de Wu Oriental. Hi va participar en moltes campanyes, incloent eixes contra Huang Zu, Liu Bei, i els agressius bàrbars Shanyue. Però la seva actuació més notable seria contra l'estat rival de Cao Wei, en la qual va demostrar grans habilitats i capacitat en una situació extremadament adversa.
A més de ser un general militar, Ling va ser molt elogiat pels erudits per la seva actitud amable, cordial i generosa. Tot i que havia aconseguit la fama i la glòria, quan va visitar la seva ciutat natal posteriorment en la seva vida, ell encara tractava als plebeus amb el màxim respecte i humanitat (cosa que era un cas estrany en el món caòtic en què vivia).

## Vida

### Inicis
Ling Tong va néixer a Yuhang, Prefectura de Wu (Província Zhejiang). El seu pare, Ling Cao, va ser un home audaç fet cavaller errant. Quan Sun Ce arriba al poder, Ling Cao segueix la seva bandera en les seves conquestes, sempre carregant per davant de tots els homes. Va ser llavors aquarterat com a Cap de Yongping per sotmetre els Shanyue. Durant el seu mandat, els malfactors no s'atrevien a violar la llei, i per això Ling Cao va ser ascendit Coronel que Derrota als Caitiffs i continua servint al nou senyor de Wu Sun Quan després de la mort de Sun Ce. En 204, Wu Oriental ataca a l'aliat i subordinat de Liu Biao, Huang Zu. Ling Cao participa en l'expedició contra els Jiangxi. En arribar a Xiakou per vaixell, Ling Cao aterra en primer lloc, aniquila a l'enemic de l'avantguarda. Després navega per davant en un vaixell de la llum, però és assassinat per la fletxa disparada per un general enemic de nom Gan Ning.
Ling Tong tenia 14 anys quan el seu pare morí. Sun Quan nomenà a Ling Tong com "Mariscal d'Afers Independents" (別部司馬) comptant el fet que el pare de Ling va morir per Wu Oriental. Com que molts parlaven bé de l'habilitat de Ling, se li va permetre heretar el post del seu també, actuant com "Coronel que Derrota als Caitiffss", per dirigir els antics subordinats del seu pare sota seu comandament.